# Felipe Mattioni
Felipe Mattioni Rohde (Ijuí, 15 ottobre 1988) è un ex calciatore brasiliano, di ruolo difensore.

## Biografia
Possiede anche la cittadinanza italiana.

## Carriera

### Grêmio
Ha iniziato la sua carriera nel 2004 nelle giovanili del Grêmio ed è stato promosso in prima squadra nel 2007, anche se non è sceso mai in campo. È riuscito ugualmente a impressionare nel Campeonato Brasileiro Sub-20. Nella stagione 2008, dopo aver debuttato nel Campionato Gaúcho, ha esordito nella Série A brasiliana nella vittoria per 2-0 in casa contro il Náutico.

### Milan
Il 15 gennaio 2009 il suo procuratore Mino Raiola lo porta al Milan in prestito con diritto di riscatto fissato a 6 milioni di euro, firmando un contratto di quattro anni e mezzo. Il 3 maggio 2009 ha esordito in Serie A subentrando a Kaká all'88º minuto di Catania-Milan (0-2). L'11 giugno 2009 Adriano Galliani ha dichiarato che il Milan ha deciso di non riscattare il giocatore.

### Spagna
Ritornato al Grêmio, il 26 agosto 2009 viene girato in prestito al Maiorca. Dopo una stagione in cui ha collezionato 24 presenze (20 in campionato e 4 in Coppa del Re) e 1 gol, il 26 maggio 2010 è stato riscattato definitivamente dal Maiorca. Tale annuncio, tuttavia, non è stato considerato valido, come dichiarato dal procuratore del giocatore Mino Raiola, per un ritardo nel riscatto rispetto ai termini contrattuali precedentemente stabiliti. Il 27 luglio 2010 il giocatore, di fatto svincolato, ha firmato con l'Espanyol. Nella prima stagione con la squadra catalana non è mai potuto scendere in campo a causa della rottura del legamento crociato anteriore del ginocchio sinistro, subita il 18 agosto 2010, e all'inizio della stagione seguente è stato nuovamente costretto all'inattività per via della rottura del legamento crociato del ginocchio destro.

### Inghilterra
Il 31 ottobre 2015, dopo essere stato messo sotto contratto dall'Everton, è stato immediatamente ceduto in prestito ai Doncaster Rovers fino al 31 dicembre successivo.